# 274 Philagoria
274 Philagoria è un asteroide della fascia principale del diametro medio di circa 26,57 km. Scoperto nel 1888, presenta un'orbita caratterizzata da un semiasse maggiore pari a 3,0401794 UA e da un'eccentricità di 0,1252438, inclinata di 3,68259° rispetto all'eclittica.
Il suo nome fu dedicato dallo scopritore ad un club ricreativo di Olmütz, odierna Olomouc.